# Die Ermordung von Joaquim Bernardino Guterres
Die Ermordung von Joaquim Bernardino Guterres (englisch The Killing of Joaquim Bernardino Guterres) wurde in acht Fotos vom Fotografen John Stanmeyer des Time Magazine dokumentiert. Es zeigt, wie der Osttimorese Joaquim Bernardino Guterres von indonesischen Polizisten drangsaliert wird und schließlich erschossen auf dem Boden liegt. Der Mord ereignete sich am 26. August 1999, vier Tage vor dem Unabhängigkeitsreferendum in Osttimor. Die Fotos wurden zum Symbol des Vorgehens der indonesischen Besatzungsmacht zur Einschüchterung der Zivilbevölkerung.

## Vorgeschichte
Indonesien hatte 1975 Osttimor besetzt und 1976 für annektiert erklärt. Erst nach Fall der Suharto-Diktatur und unter dem zunehmenden internationalen Druck erklärte sich Indonesien bereit, ein Unabhängigkeitsreferendum durchzuführen. Die Entsendung internationaler Sicherheitskräfte zum Schutz der Abstimmung lehnte Indonesien ab. Seine Polizei und Militär übernahmen selbst die Verantwortung. Bereits im Vorfeld begannen pro-indonesische Milizen Unabhängigkeitsanhänger zu jagen und eine Drohkulisse aufzubauen, für den Fall, dass die Osttimoresen sich für die Unabhängigkeit entscheiden. Im April 1999 kam es bereits zu dem Kirchenmassaker von Liquiçá und dem Massaker im Haus von Manuel Carrascalão mit insgesamt über 200 Toten. Der geplante Abstimmungstermin vom 8. August musste aufgrund der Sicherheitslage bereits auf den 30. August verschoben werden.
Stanmeyer bezeichnet Guterres als Studenten. Doch der Presserat Osttimors verlieh Guterres posthum am 23. November 2017 den Titel „Jornalista de Mérito“ (deutsch Verdienter Journalist). Demnach war er für Rádiu Matebian und Jornál Vox Populi tätig. Zu den zehn anderen so Geehrten gehören auch Roger East, die Balibo Five und Sander Thoenes.

## Geschehen
Am 26. August 1999 randalierte die Aitarak-Miliz in der Landeshauptstadt Dili. Die Milizionäre gingen im Stadtteil Becora gegen Unabhängigkeitsbefürworter mit Sturmgewehren und selbstgebastelten Granaten und Pistolen vor. Erst spät erschien die indonesische Polizei, obwohl deren Hauptquartier in derselben Straße lag. Es handelte sich um Mitglieder der Brimob, der Sondereinheit für Unruhen. Die Bedrohten flehten bei den Polizisten um Schutz, doch ihnen wurde gesagt, sie sollten das Gelände verlassen. Guterres war einer der Hilfesuchenden. Er war barfuß und hatte zwei Steine in der Hand, mit denen er sich gegen die Miliz schützen wollte. Er hörte nicht auf, die Polizisten anzuflehen, worauf diese begannen, ihn zu schlagen und zu treten.
Auf den ersten beiden Bildern sieht man Guterres, wie er versucht von den Polizisten wegzulaufen, während einer hinter ihm nachtritt. Auf dem dritten Bild sieht man einen weiteren Polizisten, der sein Gewehr in Richtung von Guterres senkt, das der Beamte vorher noch nach oben gehalten hat. Auf dem vierten Bild beginnt der Polizist Guterres nachzulaufen, während dieser sich zu den Polizisten nochmal umdreht. Im fünften Bild sieht Guterres direkt auf den Polizisten, der auf ihn zuläuft. Zehn Sekunden später lag Guterres erschossen am Boden. Das sechste Bild zeigt Guterres erschossen in seinem Blut liegen, während drei Zivilisten um ihn herumstehen und nach dem „Warum“ zu fragen scheinen. Das siebte Foto zeigt Guterres alleine am Boden liegend, während sein Blut die Straße herunterfließt. Das letzte Bild stammt von der Beerdigung von Guterres. Er wurde im Vorgarten des Hauses eines Verwandten beerdigt. Laut Stanmeyer war die Familie zu arm für ein richtiges Begräbnis und wagte aus Furcht vor den Milizen nicht, den Leichnam zum Friedhof zu bringen.

## Epilog
Der 26. August 1999 war der letzte Tag der offiziellen Wahlkampfzeit, den die pro-indonesische Autonomiebewegung für ihre Großveranstaltung in Dili nutzte. Durch die Milizen kam es allgemein zu chaotischen Zuständen. Neben Guterres wurden an diesem Tag sieben weitere Menschen getötet.
Die Polizisten hatten Stanmeyer nicht bemerkt, doch nachdem die Bilder bei CNN und Time erschienen waren, musste der Fotograf aus Sicherheitsgründen Osttimor verlassen.
Am 30. August fand das Referendum statt und 78,5 % Osttimoresen entschieden sich für die Unabhängigkeit von Indonesien. Die Antwort war die Operation Donner, in der indonesische Polizisten, Soldaten und Milizen in einer letzten Gewaltwelle das Land verwüsteten, 1200 bis 1500 Menschen umbrachten und die Bevölkerung aus ihren Häusern vertrieben. Erst mit Eintreffen der Internationalen Streitkräfte Osttimor (INTERFET) wurde das Land wieder befriedet. Nach drei Jahren UN-Verwaltung wurde Osttimor in die Unabhängigkeit entlassen.
In der Kategorie „News“ des World Press Photo Contest 2000 wurde Stanmeyer für die Bilder von Joaquim Bernardino Guterres mit dem dritten Platz prämiert. Den ersten Platz belegte Stanmeyer mit Bildern, die er von gewalttätigen Zusammenstößen in Jakarta im November 1999 gemacht hatte. Nach dem Abzug der Indonesier kehrte Stanmeyer nach Osttimor zurück und berichtete unter anderem von den Unruhen in Osttimor 2006. Die Bilder wurden auch in Büchern abgedruckt.